# Boulot
Boulot település Franciaországban, Haute-Saône megyében. Lakosainak száma 653 fő (2022. január 1.). Boulot Cordonnet, Cussey-sur-l’Ognon, Boult, Bussières, Chaux-la-Lotière és Étuz községekkel határos.

## Népesség
A település népességének változása:
| Lakosok száma | 646  | 670  | 687  | 690  | 676  | 663  | 649  | 652  | 653  |
|               | 2013 | 2015 | 2016 | 2017 | 2018 | 2019 | 2020 | 2021 | 2022 |